# Gran Premio motociclistico di Svizzera 1953
Il Gran Premio motociclistico di Svizzera fu il settimo appuntamento del motomondiale 1953.
Si svolse il 22 e 23 agosto 1953 sul circuito di Bremgarten a Berna, in concomitanza con il GP di Formula 1. In programma le gare delle classi 250, 350, 500 e sidecar (la 250 si svolse il 22, le restanti gare il 23).
Decima vittoria in 500 per Geoff Duke, in una gara in cui la Gilera occupò per intero il podio.
In 350, Fergus Anderson vinse la gara e conquistò matematicamente (all'età di 44 anni) il titolo mondiale. Anche nei sidecar il vincitore del GP (Eric Oliver) ottenne il titolo mondiale.
La gara della 250 fu vinta dalla NSU Rennmax di Reg Armstrong. Solo sesto Werner Haas, attardato a causa di una caduta.

## Classe 500
24 piloti alla partenza, 17 al traguardo.

### Arrivati al traguardo
| Pos. | Pilota            | Moto   | Tempo        | Punti |
| ---- | ----------------- | ------ | ------------ | ----- |
| 1    | Geoff Duke        | Gilera | 1h 17' 24" 1 | 8     |
| 2    | Alfredo Milani    | Gilera | +13" 7       | 6     |
| 3    | Reg Armstrong     | Gilera | +1' 18" 3    | 4     |
| 4    | Giuseppe Colnago  | Gilera | +1' 53"      | 3     |
| 5    | Rod Coleman       | AJS    | +2' 05"      | 2     |
| 6    | Derek Farrant     | AJS    | +2' 14" 7    | 1     |
| 7    | Dickie Dale       | Gilera | +2' 48" 9    |       |
| 8    | Walter Zeller     | BMW    | +1 giro      |       |
| 9    | Nello Pagani      | Gilera | +1 giro      |       |
| 10   | Hans Baltisberger | BMW    | +1 giro      |       |
| 11   | Hans Meier        | BMW    | +1 giro      |       |
| 12   | Jost Albisser     | Norton | +2 giri      |       |
| 13   | Bertrand Botta    | Norton | +2 giri      |       |
| 14   | Florian Camathias | BMW    | +3 giri      |       |
| 15   | Arthur Fenn       | Norton | +4 giro      |       |
| 16   | Henri Vidonne     | Norton | +4 giri      |       |
| 17   | Karl Rührschneck  | Norton | +4 giri      |       |

### Ritirati
| Pilota              | Moto   | Motivo ritiro         |
| ------------------- | ------ | --------------------- |
| Jack Brett          | Norton | rottura del serbatoio |
| Ken Kavanagh        | Norton |                       |
| Hermann Paul Müller | Horex  |                       |
| John Storr          | Norton |                       |
| Carletto Bellotti   | Norton |                       |
| Barde               | Norton |                       |
| Alexandre Mayer     | Norton |                       |

## Classe 350
29 piloti iscritti, 19 alla partenza.

### Arrivati al traguardo
| Pos. | Pilota              | Moto       | Tempo        | Punti |
| ---- | ------------------- | ---------- | ------------ | ----- |
| 1    | Fergus Anderson     | Moto Guzzi | 1h 02' 49" 3 | 8     |
| 2    | Ken Kavanagh        | Norton     | +31" 5       | 6     |
| 3    | Rod Coleman         | AJS        | +31" 8       | 4     |
| 4    | Jack Brett          | Norton     | +1' 11" 7    | 3     |
| 5    | Derek Farrant       | AJS        | +1' 40" 6    | 2     |
| 6    | Karl Hofmann        | DKW        | +2' 16" 2    | 1     |
| 7    | Hermann Paul Müller | Horex      | +1 giro      |       |
| 8    | Rupert Hollaus      | Norton     | +1 giro      |       |
| 9    | Luigi Taveri        | AJS        | +1 giro      |       |
| 10   | Hans Haldemann      | Norton     | +1 giro      |       |
| 11   | Tommy Wood          | Norton     | +1 giro      |       |
| 12   | Roland Schnell      | Horex      | +2 giri      |       |
| 13   | Kurt Knopf          | AJS        | +2 giri      |       |
| 14   | Arthur Wheeler      | AJS        | +2 giri      |       |
| 15   | J.W. Beevers        | Norton     | +2 giri      |       |
| 16   | Ferdinand Helbling  | AJS        | +3 giri      |       |

### Ritirati
| Pilota            | Moto       | Motivo ritiro   |
| ----------------- | ---------- | --------------- |
| Alano Montanari   | Moto Guzzi | noie meccaniche |
| Enrico Lorenzetti | Moto Guzzi | caduta          |

## Classe 250
23 piloti alla partenza, 15 al traguardo.

### Arrivati al traguardo
| Pos | Pilota            | Moto       | Tempo     | Punti |
| --- | ----------------- | ---------- | --------- | ----- |
| 1   | Reg Armstrong     | NSU        | 55' 17" 5 | 8     |
| 2   | Alano Montanari   | Moto Guzzi | +21" 9    | 6     |
| 3   | Fergus Anderson   | Moto Guzzi | +22" 0    | 4     |
| 4   | Enrico Lorenzetti | Moto Guzzi | +1' 12" 9 | 3     |
| 5   | Otto Daiker       | NSU        | +2' 08" 1 | 2     |
| 6   | Werner Haas       | NSU        | +2' 35" 9 | 1     |
| 7   | Walter Reichert   | NSU        | +1 giro   |       |
| 8   | Tommy Wood        | Moto Guzzi | +1 giro   |       |
| 9   | Benoît Musy       | Moto Guzzi | +1 giro   |       |
| 10  | Angelo Marelli    | Moto Guzzi | +1 giro   |       |

## Classe sidecar
23 equipaggi alla partenza.

### Arrivati al traguardo
| Pos | Pilota           | Passeggero         | Moto    | Tempo      | Punti |
| --- | ---------------- | ------------------ | ------- | ---------- | ----- |
| 1   | Eric Oliver      | Stanley Dibben     | Norton  | 52' 39" 28 | 8     |
| 2   | Cyril Smith      | Les Nutt           | Norton  | +29" 07    | 6     |
| 3   | Wilhelm Noll     | Fritz Cron         | BMW     | +56" 48    | 4     |
| 4   | Hans Haldemann   | Josef Albisser     | Norton  | +3' 24" 96 | 3     |
| 5   | Jacques Drion    | Inge Stoll-Laforge | Norton  | +1 giro    | 2     |
| 6   | Julien Deronne   | Bruno Leys         | Norton  | +1 giro    | 1     |
| 7   | Wiggerl Kraus    | Bernhard Huser     | BMW     | +1 giro    |       |
| 8   | Marcel Masuy     | Jules Nies         | Norton  | +1 giro    |       |
| 9   | Jakob Keller     | n.d.               | Norton  | +1 giro    |       |
| 10  | Ferdinand Aubert | Lucien Balsinger   | Norton  | +1 giro    |       |
| 11  | André Reichlin   | n.d.               | Norton  | +1 giro    |       |
| 12  | Heinrich Stamm   | n.d.               | Norton  | +1 giro    |       |
| 13  | Fritz Mühlemann  | n.d.               | Triumph | +2 giri    |       |
| 14  | Schmidli         | n.d.               | Norton  |            |       |

## Fonti e bibliografia
- La Nuova Stampa, 23 agosto 1953, pag. 4
- Corriere dello Sport, 24 agosto 1953, pag. 6.
- (DE) Grand Prix 1953 für Autos und Motorräder in Bern, in Der Bund, 24 agosto 1953,  pp. 5-7. URL consultato il 19 gennaio 2022.
- Risultati della 500 su autosport.com, su autosport.com.
- Werner Haefliger, Motogp Results, 1949-2010 Guide, 2011.